# Secrétariat d'État à la Mémoire démocratique
Le secrétariat d'État chargé de la Mémoire démocratique d'Espagne (en espagnol : Secretaría de Estado de Memoria Democrática) est le secrétariat d'État chargé de la mémoire démocratique et des victimes du franquisme et de la Guerre civile antérieure.
Il relève du ministère de la Politique territoriale et de la Mémoire démocratique.

## Missions

### Fonctions
Le secrétariat d'État est chargé de :
- en partenariat avec l'ensemble des administrations publiques compétentes, l'élaboration, le suivi du plan national à la mémoire démocratique ainsi que l'élaboration des rapports techniques nécessaires ;
- la confection des listes nationales des victimes de la Guerre civile et de la dictature ;
- l'élaboration, la gestion et l'actualisation de la carte des fosses communes ;
- l'actualisation du protocole d'exhumation des victimes ;
- le développement des initiatives de reconnaissance et réparation institutionnelle ;
- l'élaboration d'un plan de recherche des personnes disparues et le développement d'un plan d'exhumation des victimes du franquisme.

### Organisation
Le secrétariat d’État s'organise de la manière suivante : 
- secrétariat d'État à la Mémoire démocratique (Secretaría de Estado de Memoria Democrática) ; 
  - direction générale de l'Aide aux victimes et de la Promotion de la Mémoire démocratique ;
    - sous-direction générale de Soutien aux victimes de la Guerre et de la dictature ;

  - direction générale de la Promotion de la Mémoire démocratique ;
    - sous-direction générale de la Divulgation de la Mémoire.

## Titulaires
| Titulaire | Titulaire               | Début      | Fin         | Parti | Ministre                   |
| --------- | ----------------------- | ---------- | ----------- | ----- | -------------------------- |
|           | Fernando Martínez López | 18/01/2020 | En fonction | PSOE  | Carmen Calvo Félix Bolaños |